# Theope simplicia
Espèce
Theope simplicia est une espèce d'insectes lépidoptères appartenant à la famille  des Riodinidae et au genre Theope.

## Taxonomie
Theope simplicia a été décrit par Henry Walter Bates en 1868.

## Description
Theope simplicia est un papillon au dessus des ailes antérieures marron roux bordé de marron foncé sans délimitation marquée. Les ailes postérieures sont d'une couleur violacée.
Le revers est de couleur beige, beige ocré pour l'apex des antérieures.

## Écologie et distribution
Theope simplicia est présent au Brésil.

### Biotope
Il réside dans la forêt amazonienne.

### Protection
Pas de statut de protection particulier.